# Strongylopora
Strongylopora is een mosdiertjesgeslacht uit de  familie van de Catenicellidae en de orde Cheilostomatida

## Soorten
- Strongylopora benepennata Harmer, 1957
- Strongylopora gracilis Gordon, 1993
- Strongylopora pulchella (Maplestone, 1880)